# Mormântul lui Grigore Vasiliu-Birlic
Mormântul lui Grigore Vasiliu-Birlic este un monument istoric aflat pe teritoriul municipiului București.

## Imagini

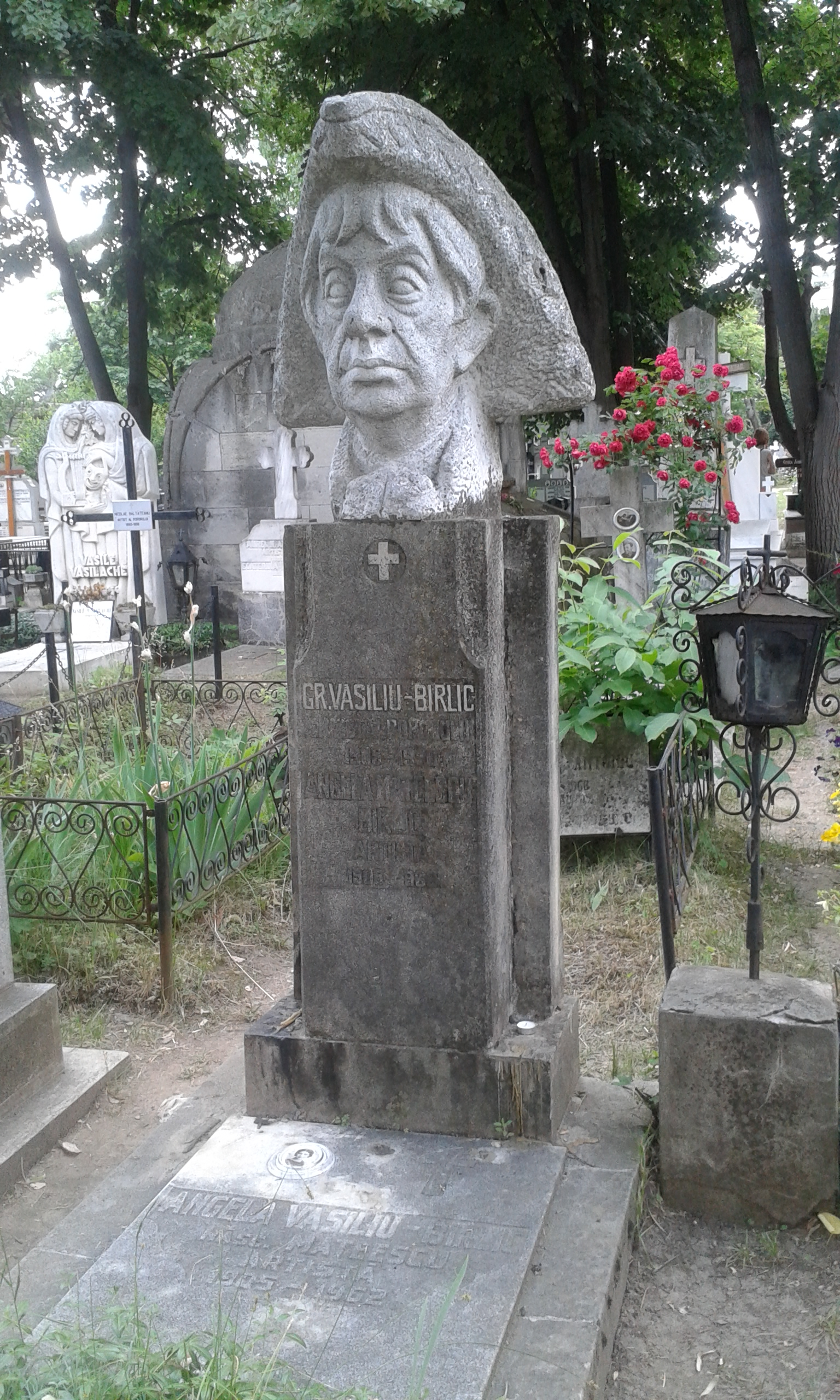